# Adorazione dei Magi (Stefano da Verona)
L'Adorazione dei Magi è un dipinto a tempera su tavola (47x72 cm) di Stefano da Verona, firmato e datato al 1434. Proviene dalla casa veronese Ottolini e dal 1818 è conservato nella pinacoteca di Brera di Milano. L'opera è considerata, oltre che il capolavoro della maturità dell'autore, una delle opere più emblematiche del gotico internazionale in Italia.
Il dipinto, eseguito a Verona, è di formato prevalentemente verticale e composto da un affollato, ma calibrato gruppo di personaggi, tra i quali colpisce immediatamente il gioco di linee composto dai corpi affusolati e dalle vesti morbide. La scena sacra sembra quasi un pretesto per creare un raffinato insieme dove lo sguardo dello spettatore è attratto dalla vivacità narrativa, creata dalle linee sinuose, e dal fasto dei dettagli lussuosi, come le vesti, i gioielli, le bardature dorate.

## Storia
L'autenticità della firma (Stefanus) e della data scritta è per alcuni dubbia, ma l'attribuzione del dipinto è concordemente accettata, confermando anche la menzione di Vasari nelle Vite. In ogni caso il dipinto deve essere stato realizzato tra il ritorno del pittore a Verona (1425) e la sua morte (1438 circa).
Nel XIX secolo era di proprietà della famiglia Ottolini di Verona, che la cedettero a Domenico Biasoli. Egli la vendette nel 1818 a Brera, come opera di Stefano Fiorentino. In seguito venne riconosciuta come opera di Stefano da Verona, citata, come già detto, fin dal XVI secolo da Vasari.

## Descrizione e stile
La scena, che dimostra una certa conoscenza dell'Adorazione dei Magi di Gentile da Fabriano (del 1423) o perlomeno di un modello comune, è impostata su due registri: quello inferiore, dove i Magi rendono omaggio al Bambino e alla Vergine attorniati dal corteo, e quello superiore, dove si vedono alcune scenette come gruppi di pastori, l'arrivo dei Magi guidati dalla cometa e la parte terminale del corteo con cani e dromedari. Non mancano i dettagli curiosi, presi dal mondo quotidiano, come il pastore che beve dal fiasco, quello che tiene una lepre cacciata, ecc.
La spazialità è intuitiva, volutamente imprecisa per dare a tutta la scena un aspetto irreale e fiabesco: ciò si nota bene nelle figure dei tre cavalli, dei quali non si capisce dove possano entrare i corpi nella folla che li circonda. D'altro canto, come tipico nello stile tardo gotico, è usata molta cura nella rappresentazione di dettagli naturalistici, come nelle specie botaniche in primo piano o nell'incannicciato della recinzione della stalla.

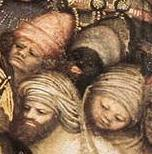
Dettaglio

La scena in primo piano è dominata dalla figura della Vergine, assisa sotto la capanna del bue e dell'asinello, col Bambino sulle ginocchia. I tre Magi sono colti in atteggiamenti diversi: quello più anziano si è già tolto la corona e inginocchiato, nell'atto di donare un elaborato oggetto d'oro al Bambino, che tende le mani per accettare e benedire; quello di età maturo si sta abbassando e togliendo la corona, mentre con la mano sinistra tiene un cofanetto dorato; infine il magio più giovane, che assiste con attenzione da dietro. Le altre due figure con aureola, in prima fila dietro al Bambino, sono san Giuseppe e sant'Anna. La scena è circondata da tutti i personaggi del corteo, che con fare curioso (alcuni sporgono la testa in alto o di lato) rivolgono lo sguardo verso la figura di Gesù Bambino, guidando anche lo sguardo dello spettatore con invisibili linee compositive. Tra i servitori dei Magi sono presenti molte razze, dai tartari ai mori.
Le ricche bardature dei cavalli e i curiosi cappelli del corteo dei Magi ricordano, come nelle opere di Pisanello (amico di Stefano da Verona), l'abbigliamento della corte bizantina venuta a Basilea per il concilio del 1431. Il pavone, sul tetto della capanna, è un antichissimo simbolo cristiano di resurrezione e immortalità, poiché già in epoca romana si riteneva che le sue carni fossero immarcescibili; la viola simboleggia l'umiltà di Cristo, il garofano rosso la Passione.
La firma del pittore, in lettere dorate, si trova tra i fiori, in basso al centro.